# Lee Moran
Lee Moran (Chicago, 23 giugno 1888 – Woodland Hills, 24 aprile 1961) è stato un attore, regista e sceneggiatore statunitense del cinema muto.

## Biografia
Proveniente dal vaudeville, Lee Moran esordì sullo schermo come attore nel 1912 in un cortometraggio prodotto dalla Nestor Company, compagnia cinematografica per cui lavorò negli anni seguenti. Nella sua carriera girò 466 pellicole. Fu anche un prolifico regista attivo negli anni dieci e venti; in questo periodo diresse 109 film. E quasi un centinaio sono le sue sceneggiature o i soggetti scritti per il cinema. Lavorò in coppia con Eddie Lyons, con il quale scrisse, diresse e interpretò numerosi film.
Morì a settantadue anni a Woodland Hills, in California. Venne sepolto al San Fernando Mission Cemetery di Los Angeles.

## Filmografia

### Attore (parziale)
- A Game of Bluff (1912)
- When the Heart Calls, regia di Al Christie (1912)
- A Tale of the West, regia di Al Christie (1913)
- Officer, Call a Cop, regia di Eddie Lyons e Lee Moran (1914)
- When His Lordship Proposed, regia di Al Christie (1915)
- When the Mummy Cried for Help, regia di Al Christie e Horace Davey (1915)
- When Cupid Caught a Thief, regia di Al Christie (1915)
- When the Deacon Swore, regia di Al Christie (1915)
- When Eddie Took a Bath
- Jed's Little Elopement
- All Over the Biscuits
- Lizzie's Dizzy Career
- All Aboard, regia di Al Christie (1915)
- How Doctor Cupid Won Out, regia di Al Christie (1915)
- Nellie the Pride of the Fire House – cortometraggio (1915)
- When He Proposed
- A Coat's a Coat
- A Mix-up at Maxim's
- They Were on Their Honeymoon, regia di Eddie Lyons – cortometraggio (1915)
- His Only Pants
- Eddie's Little Nightmare
- The Baby's Fault, regia di Al Christie (1915)
- Eddie's Awful Predicament, regia di Al Christie (1915)
- His Nobs the Duke, regia di Al Christie (1915)
- Almost a King, regia di Al Christie (1915)
- Caught by a Thread, regia di Al Christie (1915)
- Following Father's Footsteps, regia di Al Christie (1915)
- They Were Heroes, regia di Al Christie (1915)
- When Her Idol Fell, regia di Al Christie (1915)
- Jed's Little Elopement, regia di Al Christie (1915)
- Lizzie's Dizzy Career, regia di Horace Davey e Eddie Lyons (1915)
- All Aboard, regia di Al Christie (1915)
- Too Many Crooks, regia di Al Christie (1915)
- When They Were Co-Eds, regia di Al Christie (1915)
- The Downfall of Potts, regia di Al Christie (1915)
- A Peach and a Pair, regia di Al Christie (1915)
- When the Spirits Moved, regia di Al Christie (1915)
- Lizzie Breaks Into the Harem, regia di Al Christie (1915)
- Her Rustic Hero, regia di Al Christie (1915)
- The Tale of His Pants, regia di Horace Davey (1915)
- The Rise and Fall of Officer 13, regia di Horace Davey (1915)
- Little Egypt Malone, regia di Al Christie (1915)
- Lost: Three Teeth, regia di Al Christie (1915)
- Tony, the Wop, regia di Al Christie (1915)
- Mrs. Plum's Pudding, regia di Al Christie (1915)
- His Egyptian Affinity, regia di Al Christie (1915)
- Lizzie and the Beauty Contest, regia di Al Christie (1915)
- Their Happy Honeymoon, regia di Al Christie (1915)
- Too Many Smiths, regia di Al Christie (1915)
- When Lizzie Went to Sea, regia di Al Christie (1915)
- Eddie's Little Love Affair, regia di Al Christie (1915)
- Some Fixer, regia di Al Christie (1915)
- Almost a Knockout, regia di Al Christie (1915)
- An Heiress for Two, regia di Al Christie (1915)
- Wanted: A Leading Lady, regia di Al Christie  (1915)
- Their Quiet Honeymoon, regia di Al Christie (con il nome Al E. Christie) (1915)
- Where the Heather Blooms, regia di Al Christie  (con il nome Al E. Christie) (1915)
- Love and a Savage, regia di Al Christie  (1915)
- Some Chaperone, regia di Al Christie  (con il nome Al E. Christie) (1915)
- Jed's Trip to the Fair, regia di Al Christie (con il nome Al E. Christie) (1916)
- Mingling Spirits, regia di Al Christie (con il nome Al E. Christie) (1916)
- When Aunt Matilda Fell, regia di Al Christie (con il nome Al E. Christie) (1916)
- Caught with the Goods, regia di Eddie Lyons e Lee Moran (1916)
- Kill the Umpire, regia di Eddie Lyons e Lee Moran (1916)
- A Quiet Supper for Four, regia di Al Christie  (1916)
- Treat 'Em Rough, regia di Louis Chaudet (1917)
- Why, Uncle!, regia di Louis Chaudet (1917)
- His Wife's Relatives, regia di Louis Chaudet (1917)
- When the Cat's Away, regia di Louis Chaudet (1917)
- In Again, Out Again, regia di Al Christie (1917)
- Mixed Matrimony, regia di Louis Chaudet (1917)
- Follow the Tracks, regia di Louis Chaudet (1917)
- The Knockout, regia di Eddie Lyons, Lee Moran (1918)
- The Tomboy, regia di David Kirkland (1924)
- The Fast Worker, regia di William A. Seiter (1924)
- Where Was I?, regia di William A. Seiter (1925)
- Fifth Avenue Models, regia di Svend Gade (1925)
- Her Big Night, regia di Melville W. Brown (1926)
- Notte di Capodanno a New-York (Wolf's Clothing), regia di Roy Del Ruth (1927)
- Fast and Furious. regia di Melville W. Brown (1927)
- The Irresistible Lover, regia di William Beaudine (1927)
- Gold Diggers of Broadway, regia di Roy Del Ruth (1929)
- Gioco di bambole (Glad Rag Doll), regia di Michael Curtiz (1929)
- La preda azzurra (Madonna of Avenue A), regia di Michael Curtiz (1929)
- Cuori in esilio (Hearts in Exile), regia di Michael Curtiz (1929)
- Rivista delle nazioni (The Show of Shows), regia di John G. Adolfi (1929)
- Dance Hall, regia di Melville W. Brown (1929)
- Sweet Mama, regia di Edward F. Cline (1930)
- Il giocatore (Grand Slam), regia di William Dieterle (1933)
- Viva le donne! (Footlight Parade), regia di Lloyd Bacon (1933)
- Carnival, regia di Walter Lang (1935)
- La vita notturna degli dei (Night Life of the Gods), regia di Lowell Sherman (1935)

### Film o documentari dove appare Lee Moran
- The Great Universal Mystery, regia di Allan Dwan (1914)
- Behind the Screen, regia di Al Christie (1915)

### Regista (parziale)
- Officer, Call a Cop, co-regia di Eddie Lyons (1914)
- Kill the Umpire, co-regia di Eddie Lyons  (1916)
- Caught with the Goods, co-regia di Eddie Lyons (1916)
- Whose Baby Are You?, co-regia di Eddie Lyons (1918)
- Camping Out, co-regia di Eddie Lyons (1918)
- Mum's the Word, co-regia di Eddie Lyons (1918)
- Bad News, co-regia di Eddie Lyons (1918)
- The Knockout, co-regia di Eddie Lyons (1918)
- Chicken a la King, co-regia di Eddie Lyons (1919)

### Sceneggiatore
- Officer, Call a Cop, regia di Eddie Lyons e Lee Moran (1914)
- Treat 'Em Rough, regia di Louis Chaudet - soggetto (1917)
- When the Cat's Away, regia di Louis Chaudet - soggetto (1917)